# Football Club Igea Virtus Barcellona 2000-2001
Questa voce raccoglie le informazioni riguardanti  il Football Club Igea Virtus Barcellona nelle competizioni ufficiali della stagione 2000-2001.

## Rosa
| N. |                   | Ruolo | Calciatore         |
| -- | ----------------- | ----- | ------------------ |
| -  | Italia (bandiera) | C     | Salvatore Aiello   |
| -  | Italia (bandiera) | D     | Giuseppe Alizzi    |
| -  | Italia (bandiera) | A     | Antonio Borrotzu   |
| -  | Italia (bandiera) | P     | Salvatore Brugnano |
| -  | Italia (bandiera) | A     | Gaetano Calvaresi  |
| -  | Italia (bandiera) | C     | Fabio Caserta      |
| -  | Italia (bandiera) | D     | Salvatore Colletto |
| -  | Italia (bandiera) | A     | Gianfranco Criniti |
| -  | Italia (bandiera) | A     | Massimo D'Aviri    |
| -  | Italia (bandiera) | D     | Antonio Di Meo     |
| -  | Italia (bandiera) | C     | Carmelo Formisano  |
| -  | Italia (bandiera) | D     | Carmelo La Spada   |

| N. |                   | Ruolo | Calciatore         |
| -- | ----------------- | ----- | ------------------ |
| -  | Italia (bandiera) | C     | Santo Matinella    |
| -  | Italia (bandiera) | P     | Gianni Merletti    |
| -  | Italia (bandiera) | C     | Francesco Millesi  |
| -  | Italia (bandiera) | D     | Antonino Panarello |
| -  | Italia (bandiera) | D     | Cristiano Parisi   |
| -  | Italia (bandiera) | C     | Daniele Patti      |
| -  | Italia (bandiera) | D     | Antonio Pedrocchi  |
| -  | Italia (bandiera) | C     | Luigi Porchia      |
| -  | Italia (bandiera) | A     | Giuseppe Rosa      |
| -  | Italia (bandiera) | D     | Angelo Tasca       |
| -  | Italia (bandiera) | A     | Filippo Tortora    |